# Isla Beata
Isla Beata ist eine unbewohnte Insel im Karibischen Meer, südlich der zu den Großen Antillen zählenden Insel Hispaniola gelegen. Sie ist mit 27 km² Fläche nach Isla Saona die zweitgrößte Insel der Dominikanischen Republik und gehört zur Gemeinde Pedernales der gleichnamigen Provinz. Die dreieckig geformte und nahezu flache Insel liegt etwa sechs Kilometer südwestlich von Cabo Beata, dem südlichsten Punkt von Hispaniola, und ist davon durch den Canal de la Beata getrennt. Sie stellt jedoch noch nicht das südlichste Territorium der Dominikanischen Republik dar, da 11,6 Kilometer weiter im Südwesten noch das kleine Eiland Alto Velo liegt, jenseits des Canal de Alto Velo.
Die Insel wurde 1494 auf Christoph Kolumbus’ zweiter Reise für Europa entdeckt und war ursprünglich von Taíno besiedelt. Auf Isla Beata wurde bis ins 19. Jahrhundert Rinderzucht betrieben, hauptsächlich um spanische Schiffe auf dem Weg vom und zum südamerikanischen Kontinent mit Proviant zu versorgen. Ab etwa 1870 bis in die 1960er Jahre wurden an der Nordküste der Insel Salinen betrieben. In den 1950er Jahren diente die Insel als Gefängnisinsel für politische Dissidenten unter Diktator Trujillo. Die heute unbewohnte Insel wird gelegentlich von Fischern aufgesucht. Sie ist Bestandteil des Jaragua-Nationalparks, des größten Schutzgebietes in der Karibik, und wird gemeinsam von Armee und Nationalpark verwaltet.